# TZ Весов
TZ Весов (лат. TZ Librae) — одиночная переменная звезда в созвездии Весов на расстоянии (вычисленном из значения параллакса) приблизительно 4983 световых лет (около 1528 парсеков) от Солнца. Видимая звёздная величина звезды — от +16m до +11,3m.

## Характеристики
TZ Весов — красная пульсирующая переменная звезда, мирида (M).